# Künzelsau

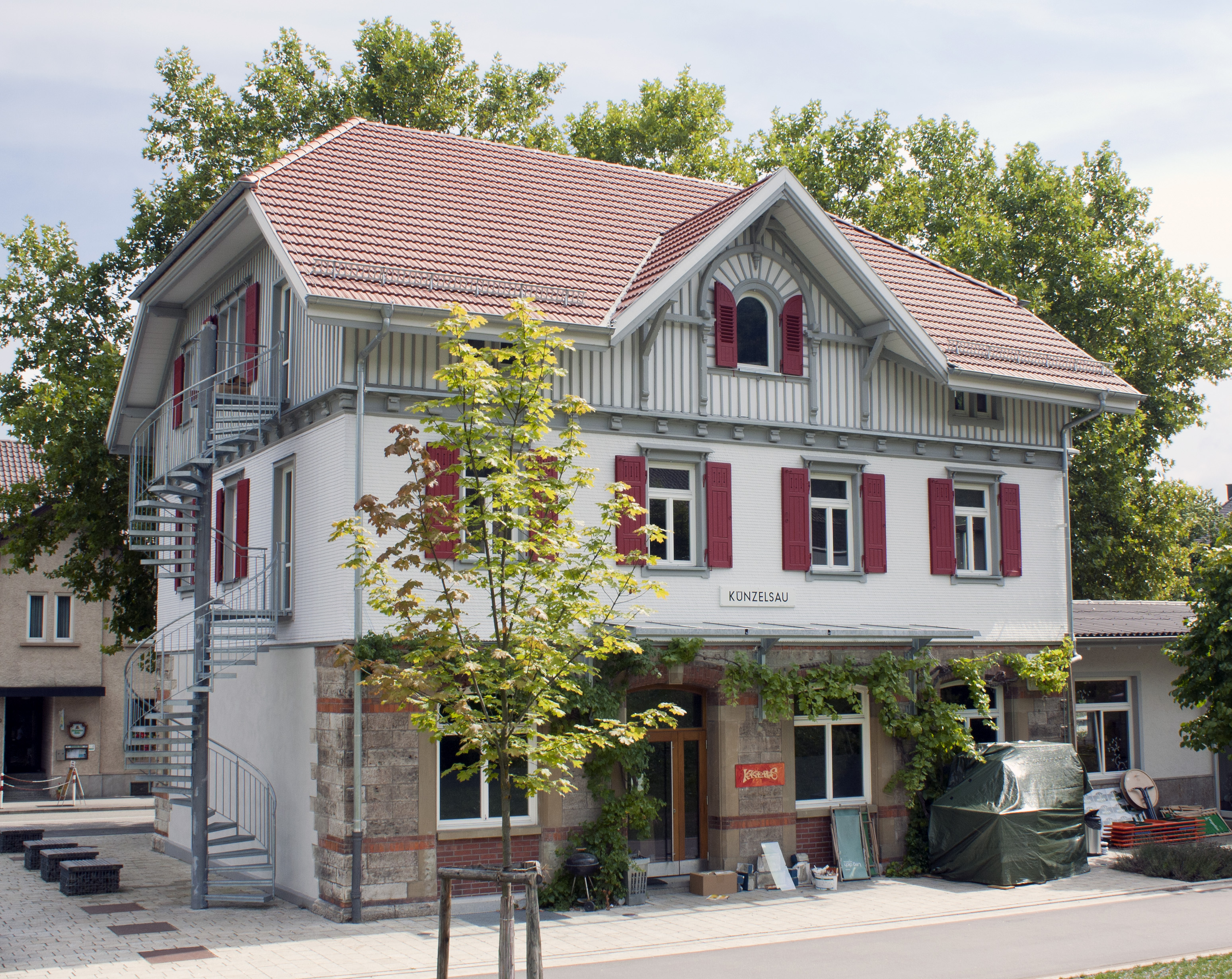
Trạm xe lửa Künzelsau

Künzelsau (phát âm tiếng Đức: [ˈkʏntsl̩sˌʔaʊ]) là thị trấn thủ phủ của huyện Hohenlohekreis, thuộc bang Baden-Württemberg, trung nam nước Đức. Nơi đây nằm bên bờ sông Kocher, cách Schwäbisch Hall 19 km (12 mi) về phía bắc và cách Heilbronn 37 km (23 mi) về phía tây nam.

## Dân số
| Năm    | 1800  | 1830  | 1910  | 1939  | 1951  | 1960  | 1981   | 1998   | 2000   | 2005   |
| ------ | ----- | ----- | ----- | ----- | ----- | ----- | ------ | ------ | ------ | ------ |
| Số dân | 2,000 | 2,500 | 3,067 | 3,950 | 5,250 | 7,605 | 11,565 | 14,125 | 14,819 | 15,032 |